# Peter Westbroek

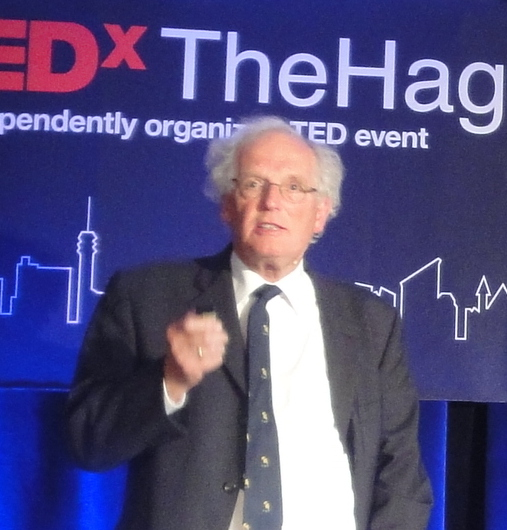
Peter Westbroek bij TEDxTheHague

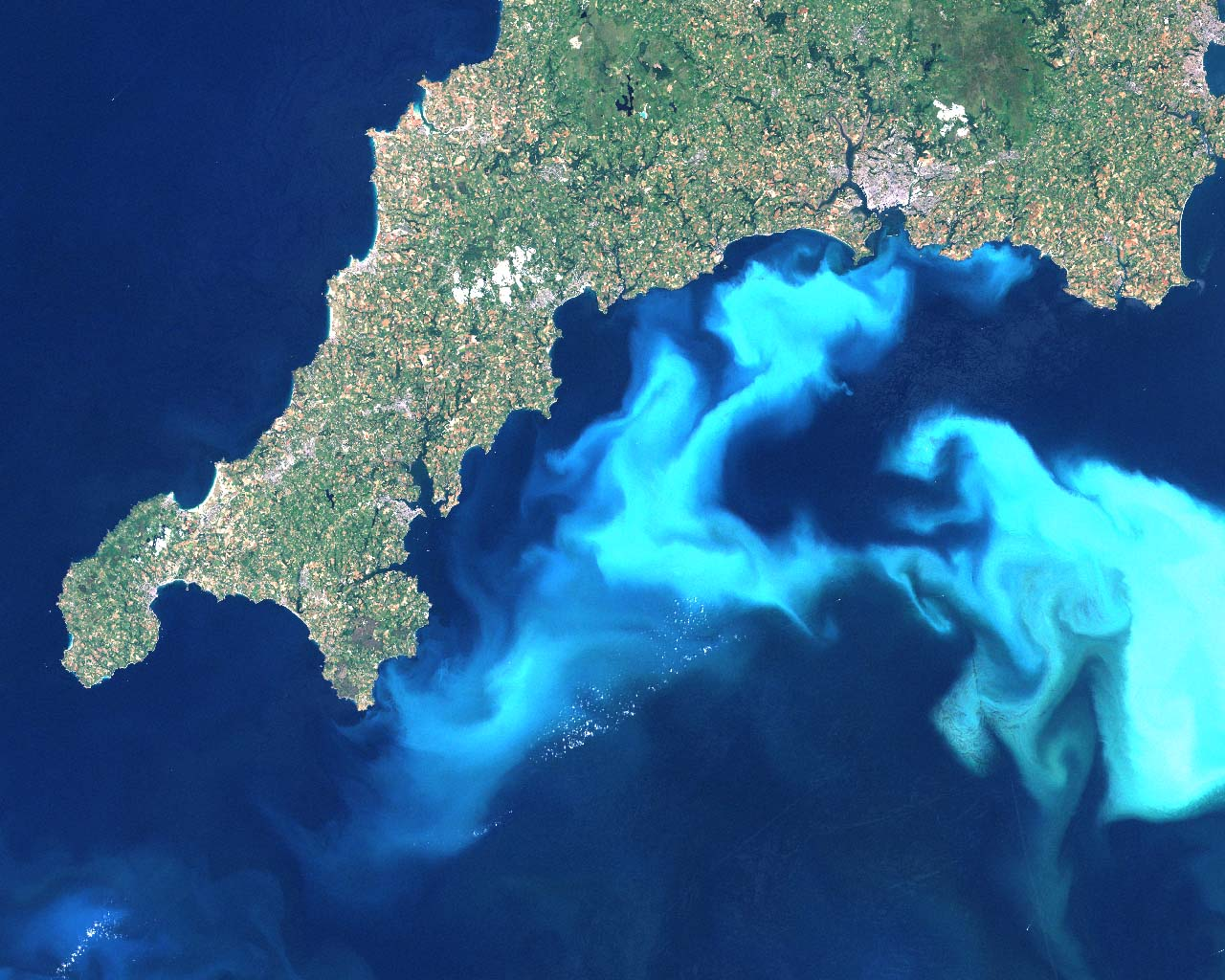
E. huxleyi voor de kust van Cornwall

Peter Westbroek (Den Haag, 6 februari 1937) is een Nederlands geoloog en emeritus hoogleraar geofysiologie aan de Universiteit Leiden. Hij staat met name bekend als pleitbezorger van de Gaia-hypothese, een reeks wetenschappelijke modellen voor de biosfeer die beschrijven dat het leven zijn eigen ideale levensomstandigheden creëert door de aardse omgeving te beïnvloeden.

## Levensloop
Westbroek studeerde geologie aan de Rijksuniversiteit Leiden en promoveerde in 1967 cum laude bij hoogleraar A. Brouwer op het proefschrift "Morphological observations with systematic implications on some Paleozoic Rhynchonellida from Europe, with special emphasis on the Uncinulidae", dat de morfologie en evolutie van Devoonse armpotigen behandelt. Na zijn promotie studeerde hij biochemie Queen's University in Belfast van 1968-1970, waar hij zijn onderzoek verlegde naar biomineralen, in het bijzonder de kalkvorming van het eencellige fytoplankton Emiliania huxleyi. Hierna keerde hij terug naar Leiden, om daar leiding te geven aan een onderzoeksgroep en met bijdragen van Shell en de Lounsbery Foundation het Geoimmunology Center te stichten.
Westbroek heeft verschillende boeken geschreven, zowel wetenschappelijke als voor het grote publiek. Zijn bekendste werk in die laatste categorie is Life as a geological force. Dynamics of the Earth (Nederlands: Dynamiek van de Aarde) (1991).
In 1996-1997 bezette Westbroek de Europese Leerstoel (chaire européenne) van het Collège de France en in 2003 ontving hij als eerste de Vladimir I. Vernadsky-medaille voor buitengewone bijdragen aan biogeowetenschappen van de European Geophysical Society. Westbroek is (inmiddels rustend) lid van de Koninklijke Nederlandse Akademie van Wetenschappen.

## Privé
Peter Westbroek heeft drie dochters, onder wie sopraan Eva-Maria Westbroek.
- Bibsys: 90560189
- Bibliothèque nationale de France: cb13205858n (data)
- Gemeinsame Normdatei: 172629691
- International Standard Name Identifier: 0000 0000 8402 1108
- Library of Congress Control Number: n82133474
- Bibliotheek van het Japanse parlement: 00548864
- Nationale Bibliotheek van Tsjechië: xx0008595
- Nationale Bibliotheek van Israël: 987007440042205171
- Nederlandse Thesaurus van Auteursnamen: 069134804
- Système universitaire de documentation: 035425768
- Virtual International Authority File: 94950193
- WorldCat: E39PBJvhqVY9TTdfcvC7Kkd84q